# Elecciones al Parlamento de Cataluña de 2017
Las elecciones al Parlamento de Cataluña correspondientes a la formación de su xii legislatura se celebraron el jueves 21 de diciembre de 2017. Previstas originariamente para el domingo 27 de octubre de 2019, fueron unas elecciones extraordinarias anticipadas convocadas excepcionalmente por el presidente del Gobierno, Mariano Rajoy, en cumplimiento de la Orden PRA/1034/2017, de 27 de octubre, y de la Resolución de 27 de octubre de 2017, de la Presidencia del Senado.

## Calendario
| Calendario de las elecciones al Parlamento de Cataluña de 2017                                                                                                  | Calendario de las elecciones al Parlamento de Cataluña de 2017 |
| --- | -------------------------------------------------------------- |
| Anuncio de convocatoria de elecciones | 27 de octubre                                                  |
| Firma, por el Presidente del Gobierno, del Real Decreto 946/2017, de 27 de octubre, de convocatoria de elecciones al Parlamento de Cataluña y de su disolución. | 27 de octubre                                                  |
| Publicación en el Boletín Oficial del Estado (BOE) | 28 de octubre                                                  |
| Fecha límite de presentación de coaliciones | 7 de noviembre                                                 |
| Fecha límite de presentación de candidaturas | 17 de noviembre                                                |
| Proclamación de las candidaturas | 25 de noviembre                                                |
| Campaña electoral | 5 - 19 de diciembre                                            |
| Jornada de reflexión | 20 de diciembre                                                |
| Jornada electoral | 21 de diciembre                                                |

## Contexto
La convocatoria de elecciones tuvo lugar después de que el Senado aprobara por mayoría absoluta las medidas de aplicación del artículo 155 de la Constitución española en la comunidad autónoma de Cataluña remitidas por el Gobierno de España, debido a la declaración unilateral de independencia aprobada en fraude de ley estatutaria, mediante voto secreto en el pleno del Parlamento de Cataluña con un resultado de 70 votos a favor, 10 en contra, 2 votos en blanco y 53 ausencias, cuatro semanas después de la celebración del referéndum de independencia. Las medidas aprobadas a continuación en reunión extraordinaria del Consejo de Ministros relativas a la aplicación del artículo 155 cesaron al entonces presidente de la Generalidad de Cataluña, Carles Puigdemont, al vicepresidente Oriol Junqueras y al resto de miembros del Consejo de Gobierno autonómico.

## Convocatoria

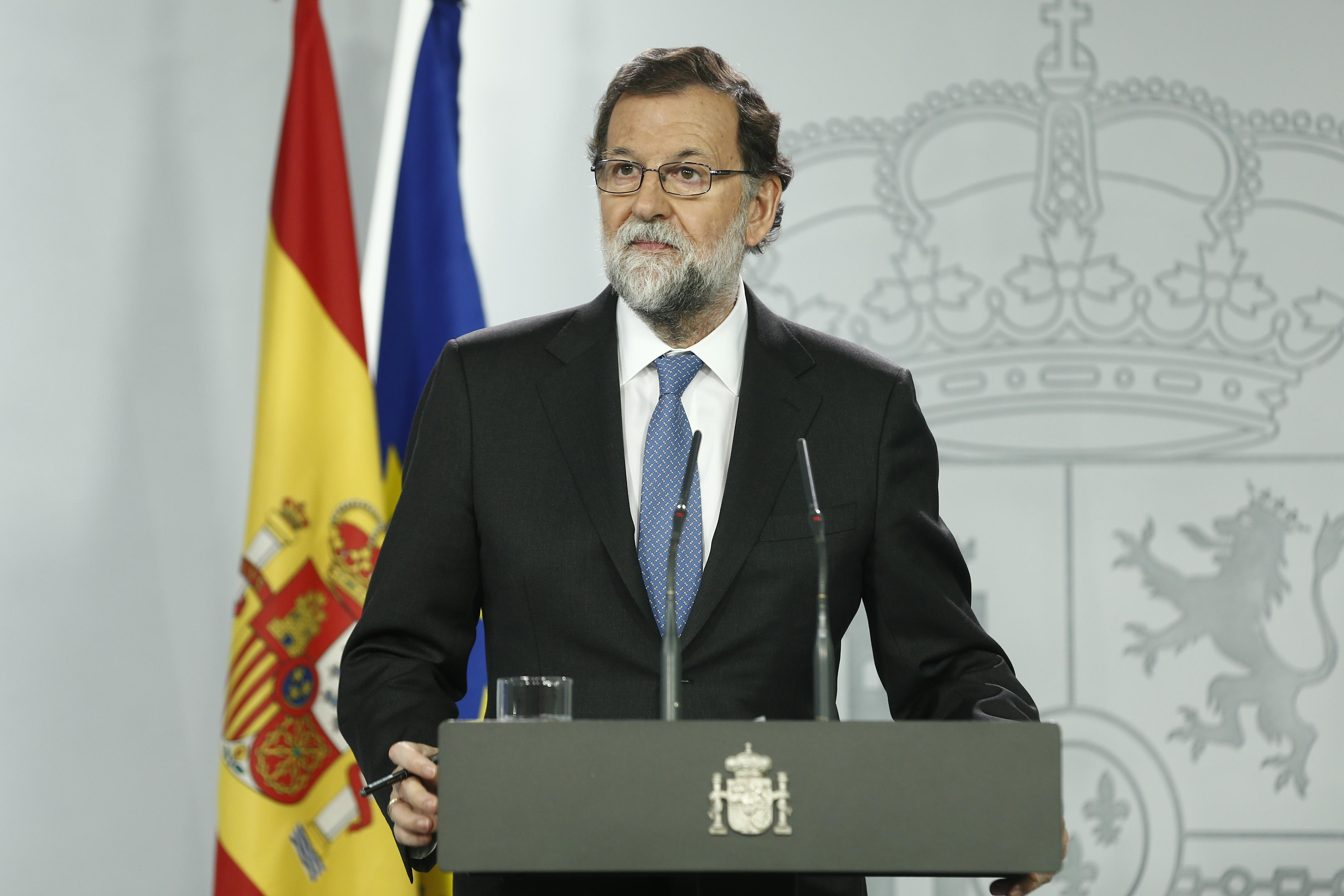
Rajoy anunciando la convocatoria de elecciones

El 27 de octubre el presidente del Gobierno Mariano Rajoy anunció, acompañadas del anuncio de destitución de Carles Puigdemont y su consejo de gobierno, la disolución del Parlamento de Cataluña y la convocatoria de elecciones autonómicas para el jueves 21 de diciembre de 2017. Conforme a lo dispuesto en la  Ley Orgánica del Régimen Electoral General (LOREG), la ley que actualmente regula los procesos electorales en España, deben transcurrir un mínimo de 54 días —el período que separa el sábado 28 de octubre y el jueves 21 de diciembre— entre la publicación del real decreto de convocatoria electoral en el Boletín Oficial del Estado (con correspondiente entrada en vigor) y la celebración de los comicios en cuestión.

## Presentación de las candidaturas
El día 18 de noviembre se presentaron las diferentes candidaturas en cada circunscripción, publicándose en el Diario Oficial de la Generalidad de Cataluña al día siguiente. En total se presentaron 17 candidaturas, con 16 de ellas presentándose en la circunscripción de Barcelona (Partido de los Socialistas de Cataluña, Partido Popular, Partido Animalista Contra el Maltrato Animal, Ciudadanos, Esquerra Republicana-Catalunya Sí, DIÀLEG, Candidatura de Unidad Popular, Per Un Món Més Just, Catalunya en Comú-Podem, Junts per Catalunya, La Familia Paz y Libertad, Recortes Cero-Grupo Verde, Democracia Nacional, Partit Família i Vida, Convergents y Unidos y Socialistas+por la Democracia), mientras que en la circunscripción de Tarragona se presentó una lista no presente en el resto de las circunscripciones: CILUS. En Tarragona se presentaron 12 de las 17 candidaturas, y en Lérida y Gerona 11.

## Proclamación de las candidaturas
El 25 de noviembre de 2017 el Boletín Oficial del Estado y el Diari Oficial de la Generalitat de Catalunya publicaron las listas definitivas de las candidaturas proclamadas para los comicios. Un total de once candidaturas fueron proclamadas para los comicios, diez de ellas en todas las circunscripciones y Per un Mon més Just solo en las circunscripciones de Gerona y Lérida.
El 19 de diciembre de 2017, dos días antes de las elecciones, la Junta Electoral Central acordó retirar la candidatura Diàleg Republicà (Diàleg), candidatura auspiciada por ERC como medida preventiva ante una hipotética ilegalización en el contexto de la aplicación del artículo 155 de la Constitución y contabilizar en blanco los votos que pudiera recibir la candidatura del partido político.

## Sistema electoral
Cataluña no cuenta con un sistema electoral propio y en las sucesivas elecciones celebradas desde 1980 se ha regido por la Ley Orgánica del Régimen Electoral General (LOREG). De acuerdo con lo que se establece en la disposición transitoria segunda del Estatuto de Autonomía de Cataluña, que mantiene en vigor la disposición transitoria cuarta del Estatuto de Autonomía de Cataluña de 1979, las circunscripciones electorales de Barcelona, Gerona, Lérida y Tarragona eligieron, respectivamente, a 85, 17, 15 y 18 diputados con un reparto de escaños entre circunscripciones sin actualizar desde 1980.
Según la reforma de 2011 de la LOREG, los partidos extraparlamentarios deben conseguir previamente el aval del 0,1 % del censo electoral de cada circunscripción para poder presentar candidaturas.
De acuerdo con el artículo 163 de la LOREG no se tienen en cuenta aquellas candidaturas que no hubieran obtenido, al menos, el 3 % de los votos válidos emitidos (suma de votos válidos a candidatura y votos en blanco) en la circunscripción para poder entrar en la atribución de escaños mediante el reparto D'Hondt. Este umbral mínimo para obtener escaño sólo tiene efecto en la práctica en la circunscripción electoral de Barcelona. En el resto de circunscripciones —con un número de diputados menor— el umbral efectivo, marcado por el porcentaje mínimo necesario para obtener el último escaño mediante el reparto D'Hondt, es todavía mayor.

## Sondeos
| Instituto    | Medio de publicación | Fecha    | ERC           |               | PSC           |               | PPC          |             | CUP        | Ref.   |
| NC Report    | La Razón             | 05/11/17 | 42 (26,3%)    | 27 (19,6%)    | 17 (13,6%)    | 17 (10,7%)    | 13 (10,5%)   | 13 (10,4%)  | 6 (6,3%)   | [ 23 ] |
| GAD3         | La Vanguardia        | 04/11/17 | 45-46 (29,3%) | 27-28 (20,6%) | 19-20 (14,6%) | 14-15 (10,4%) | 10-12 (8,7%) | 9-10 (8,3%) | 7-8 (6,3%) | [ 24 ] |
| SocioMétrica | El Español           | 01/11/17 | 48 (31,2%)    | 26 (18,3%)    | 16 (12,2%)    | 13 (10,1%)    | 13 (10%)     | 12 (9%)     | 7 (5,7%)   | [ 25 ] |
| Sigma Dos    | El Mundo             | 29/10/17 | 41-43 (26,4%) | 26-28 (19,6%) | 20-22 (15,1%) | 13-15 (9,8%)  | 10-12 (8,7%) | 13 (11%)    | 7 (6,3%)   | [ 26 ] |

## Campaña electoral

### Lemas de campaña
- Ciutadans-Partido de la Ciudadanía: Ara sí, votarem. (‘Ahora sí, votaremos’).[27]
- Junts per Catalunya: Puigdemont, el nostre president. (‘Puigdemont, nuestro presidente’).[27]
- Esquerra Republicana-Catalunya Sí: La democràcia sempre guanya. (‘La democracia siempre gana’).[27]
- Partit dels Socialistes de Catalunya: Solucions, ara Iceta. (‘Soluciones, ahora Iceta’).[27]
- Catalunya en Comú-Podem: Tenim molt en comú. (‘Tenemos mucho en común’).[27]
- Candidatura d'Unitat Popular: Dempeus! (‘¡En pie!’).[28]
- Partido Popular: Espanya és la solució. (‘España es la solución’).[27]
- Partit Animalista Contra el Maltractament Animal: Catalunya, més porcs que persones. (‘Cataluña, más cerdos que personas’).[29]
- Recortes Cero-Els Verds: L'esquerra que diu no a la independència. No a les retallades. (‘La izquierda que dice no a la independencia. No a los recortes’).[30][31]
- Per Un Món Més Just: Acabar amb la pobresa és una decisió política. (‘Acabar con la pobreza es una decisión política’).

## Jornada electoral

### Participación
A lo largo de la jornada se dieron a conocer los datos de participación en las elecciones en dos ocasiones, así como la participación final sin contar el voto por correo.

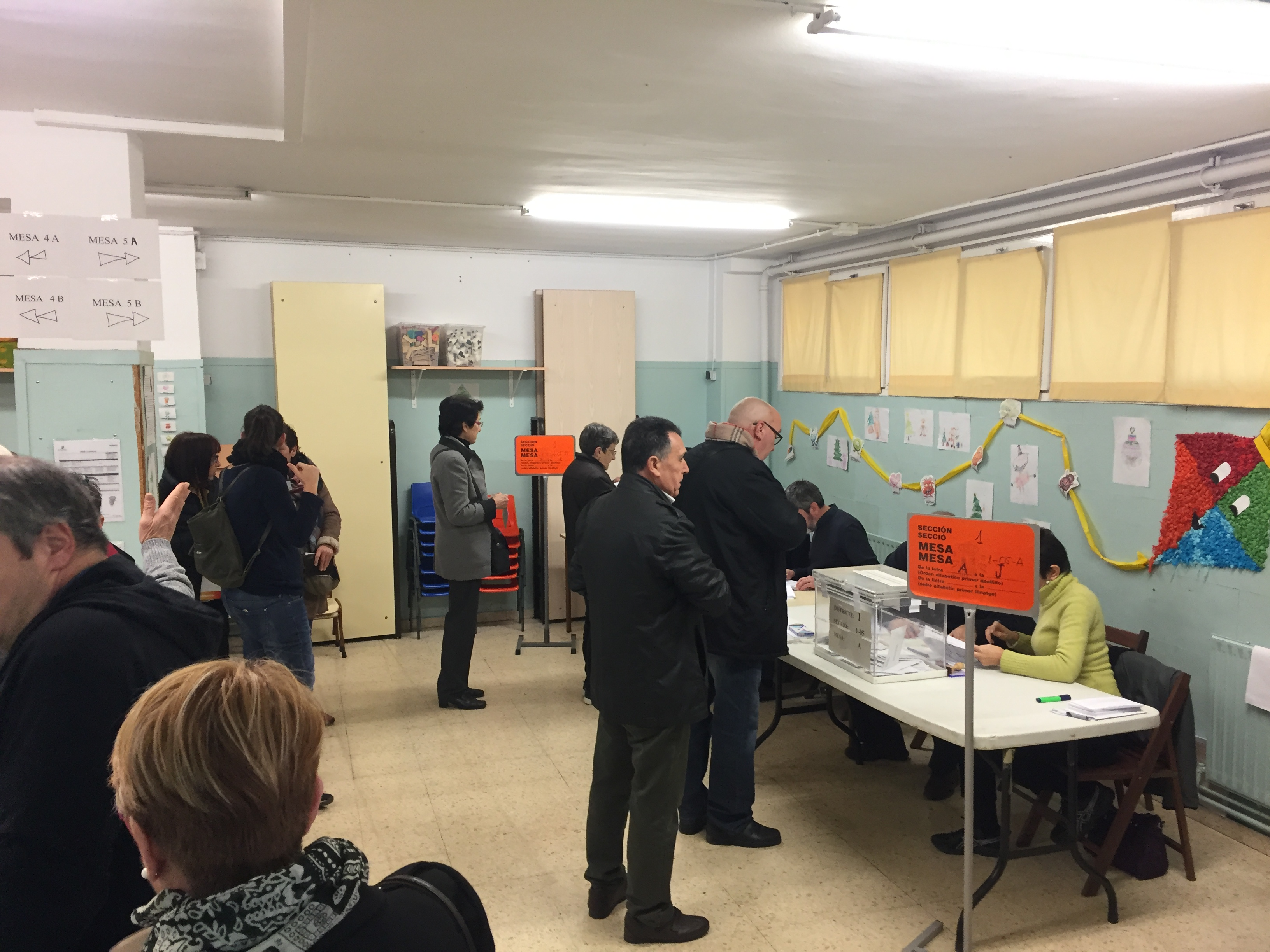
Votación en Sabadell

|  | 34.69 % |

|  | 35.12 % |

|  | 68.32 % |

|  | 63.19 % |

|  | 81.94 % |

|  | 74.95 % |

## Resultados totales
|  | 25,37 % |

|  | 21,65 % |

|  | 21,39 % |

|  | 13,88 % |

|  | 7,45 % |

|  | 4,45 % |

|  | 4,24 % |

|  | 1,12 % |

|  | 0,44 % |

|  | 79,09 % |

### Resultados por circunscripciones
A continuación se muestran los resultados detallados por circunscripción. La circunscripción de Barcelona contabilizó 10 925 votos nulos, Gerona 1 863, Lérida 1 002, y Tarragona 2 302. Los porcentajes de participación por circunscripción han sido los siguientes: Barcelona (82,30 %), Gerona (81,51 %), Lérida (80,61 %) y Tarragona (80,41 %). Los porcentajes son referidos al total de votos válidos (votos a candidaturas y votos en blanco):
|                  | Barcelona | Barcelona | Barcelona | Gerona  | Gerona | Gerona | Lérida  | Lérida | Lérida | Tarragona | Tarragona | Tarragona | Total     | Total  | Total |
| Candidatura      | Votos     | %         | Dip.      | Votos   | %      | Dip.   | Votos   | %      | Dip.   | Votos     | %         | Dip.      | Votos     | %      | Dip.  |
| ---------------- | --------- | --------- | --------- | ------- | ------ | ------ | ------- | ------ | ------ | --------- | --------- | --------- | --------- | ------ | ----- |
| Ciutadans        | 868 365   | 26,44     | 24        | 79 634  | 19,53  | 4      | 40 908  | 16,98  | 3      | 120 825   | 27,34     | 5         | 1 109 732 | 25,37  | 36    |
| JUNTSxCAT        | 624 261   | 18,97     | 17        | 149 638 | 36,69  | 7      | 78 303  | 32,49  | 6      | 96 031    | 21,75     | 4         | 948 233   | 21,65  | 34    |
| ERC-CatSí        | 678 030   | 20,64     | 18        | 88 582  | 21,70  | 4      | 64 417  | 26,70  | 5      | 104 832   | 23,75     | 5         | 935 861   | 21,39  | 32    |
| PSC-PSOE         | 497 650   | 15,17     | 13        | 35 197  | 8,62   | 1      | 21 795  | 9,04   | 1      | 52 017    | 11,78     | 2         | 606 659   | 13,88  | 17    |
| CatComú-Podem    | 276 810   | 8,42      | 7         | 16 482  | 4,03   | 0      | 9415    | 3,90   | 0      | 23 653    | 5,35      | 1         | 326 360   | 7,45   | 8     |
| CUP              | 143 711   | 4,36      | 3         | 21 708  | 5,31   | 1      | 12 140  | 5,04   | 0      | 17 687    | 4,00      | 0         | 195 246   | 4,45   | 4     |
| PP               | 142 934   | 4,35      | 3         | 11 646  | 2,83   | 0      | 10 902  | 4,53   | 0      | 20 188    | 4,55      | 1         | 185 670   | 4,24   | 4     |
| PACMA            | 31 330    | 0,96      | 0         | 2582    | 0,63   | 0      | 1186    | 0,49   | 0      | 3645      | 0,83      | 0         | 38 743    | 0,89   | 0     |
| Recortes Cero-GV | 8621      | 0,26      | 0         | 560     | 0,13   | 0      | 312     | 0,13   | 0      | 794       | 0,18      | 0         | 10 287    | 0,23   | 0     |
| PUM+J            | n/a       |           | 0         | 241     | 0,06   | 0      | 336     | 0,14   | 0      | n/a       |           | 0         | 577       | 0,01   | 0     |
| Votos en blanco  | 14 163    | 0,43      | n/a       | 1833    | 0,45   | n/a    | 1341    | 0,55   | n/a    | 2094      | 0,47      | n/a       | 19 431    | 0,44   | n/a   |
| Votos válidos    | 3 285 875 | 100,00    | n/a       | 408 103 | 100,00 | n/a    | 241 055 | 100,00 | n/a    | 441 766   | 100,00    | n/a       | 4 376 799 | 100,00 | n/a   |

### Resultados por bloques sobre la independencia en Cataluña
| Bloques ideológicos sobre la independencia en Cataluña representados en el Parlamento (2018-2020) | Bloques ideológicos sobre la independencia en Cataluña representados en el Parlamento (2018-2020) | Bloques ideológicos sobre la independencia en Cataluña representados en el Parlamento (2018-2020) | Bloques ideológicos sobre la independencia en Cataluña representados en el Parlamento (2018-2020) |
| Bloque                                                                                            | Votos                                                                                             | Porcentaje                                                                                        | Escaños                                                                                           |
| ------------------------------------------------------------------------------------------------- | ------------------------------------------------------------------------------------------------- | ------------------------------------------------------------------------------------------------- | ------------------------------------------------------------------------------------------------- |
| No independentista                                                                                | 2 228 421                                                                                         | 50,94 %                                                                                           | 65/135                                                                                            |
| Independentista                                                                                   | 2 079 340                                                                                         | 47,49 %                                                                                           | 68/135                                                                                            |
| Diferencia                                                                                        | +149 081                                                                                          | +3,45                                                                                             | -3                                                                                                |
| No independentista: Ciutadans, PSC, PPC, En Comú-Podem Independentista: ERC, JxCAT, CUP.          |                                                                                                   |                                                                                                   |                                                                                                   |

## Votación de investidura
Quim Torra fue investido presidente de la Generalidad de Cataluña el 14 de mayo de 2018 con el apoyo de su grupo parlamentario, el de Esquerra Republicana de Cataluña y la abstención de CUP. El resto de grupos parlamentarios se opusieron. Antes de esta investidura fructífera, fue propuesto a debate Jordi Turull, que no logró la mayoría absoluta requerida en primera votación tras la abstención de la CUP, y no pudo someterse a segunda votación tras su encarcelamiento preventivo por el juicio del procès el día siguiente de la primera votación fallida.
| Candidato          | Fecha                                                    | Voto |    |    |    |    |   |   |   | Total  |
| ------------------ | -------------------------------------------------------- | ---- | -- | -- | -- | -- | - | - | - | ------ |
| Jordi Turull Negre | 22 de marzo de 2018 Mayoría requerida: Absoluta (68/135) | Sí   |    | 33 | 31 |    |   |   |   | 64/135 |
| Jordi Turull Negre | 22 de marzo de 2018 Mayoría requerida: Absoluta (68/135) | No   | 36 |    |    | 17 | 8 |   | 4 | 65/135 |
| Jordi Turull Negre | 22 de marzo de 2018 Mayoría requerida: Absoluta (68/135) | Abs. |    |    |    |    |   | 4 |   | 4/135  |
| Jordi Turull Negre | 22 de marzo de 2018 Mayoría requerida: Absoluta (68/135) | Aus. |    | 1  | 1  |    |   |   |   | 2/135  |

| Candidato     | Fecha                                                   | Voto |    |    |    |    |   |   |   | Total  |
| ------------- | ------------------------------------------------------- | ---- | -- | -- | -- | -- | - | - | - | ------ |
| Joaquim Torra | 12 de mayo de 2018 Mayoría requerida: absoluta (68/135) | Sí   |    | 34 | 32 |    |   |   |   | 66/135 |
| Joaquim Torra | 12 de mayo de 2018 Mayoría requerida: absoluta (68/135) | No   | 36 |    |    | 17 | 8 |   | 4 | 65/135 |
| Joaquim Torra | 12 de mayo de 2018 Mayoría requerida: absoluta (68/135) | Abs. |    |    |    |    |   | 4 |   | 4/135  |
| Joaquim Torra |                                                         |      |    |    |    |    |   |   |   |        |
| Joaquim Torra | 14 de mayo de 2018 Mayoría requerida: Simple            | Sí   |    | 34 | 32 |    |   |   |   | 66/135 |
| Joaquim Torra | 14 de mayo de 2018 Mayoría requerida: Simple            | No   | 36 |    |    | 17 | 8 |   | 4 | 65/135 |
| Joaquim Torra | 14 de mayo de 2018 Mayoría requerida: Simple            | Abs. |    |    |    |    |   | 4 |   | 4/135  |

## Moción de censura
| Candidata y Proponente | Fecha                                                     | Voto |    |    |    |    |   |   |   | Total  |
| ---------------------- | --------------------------------------------------------- | ---- | -- | -- | -- | -- | - | - | - | ------ |
| Lorena Roldán          | 7 de octubre de 2019 Mayoría requerida: absoluta (68/135) | Sí   | 36 |    |    |    |   |   | 4 | 40/135 |
| Lorena Roldán          | 7 de octubre de 2019 Mayoría requerida: absoluta (68/135) | No   |    | 33 | 31 |    | 8 | 4 |   | 76/135 |
| Lorena Roldán          | 7 de octubre de 2019 Mayoría requerida: absoluta (68/135) | Abs. |    |    |    | 17 |   |   |   | 17/135 |

AUSENTES: 1 ERC 1 Junts per Catalunya